# Argynnis delila
Argynnis delila är en fjärilsart som beskrevs av Johannes Karl Max Röber 1896. Argynnis delila ingår i släktet Argynnis och familjen praktfjärilar. Inga underarter finns listade i Catalogue of Life.